# Trifolium physodes
Trifolium physodes är en ärtväxtart som beskrevs av Friedrich August Marschall von Bieberstein. Trifolium physodes ingår i släktet klövrar, och familjen ärtväxter.

## Underarter
Arten delas in i följande underarter:
- T. p. physodes
- T. p. psilocalyx